# Rolstoelcurling

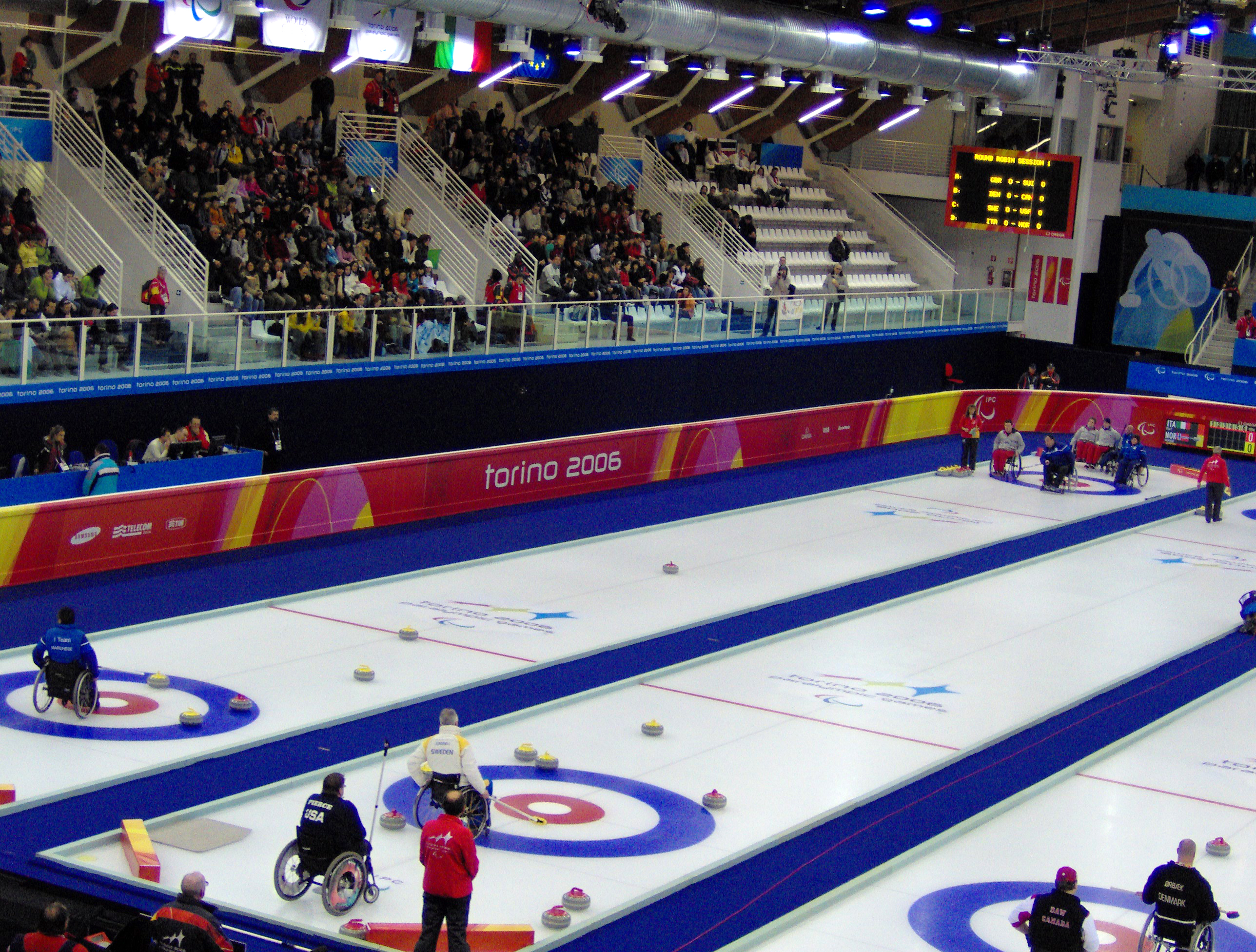
Curlingwedstrijd tijdens de Paralympische Winterspelen 2006

Curlingbaan

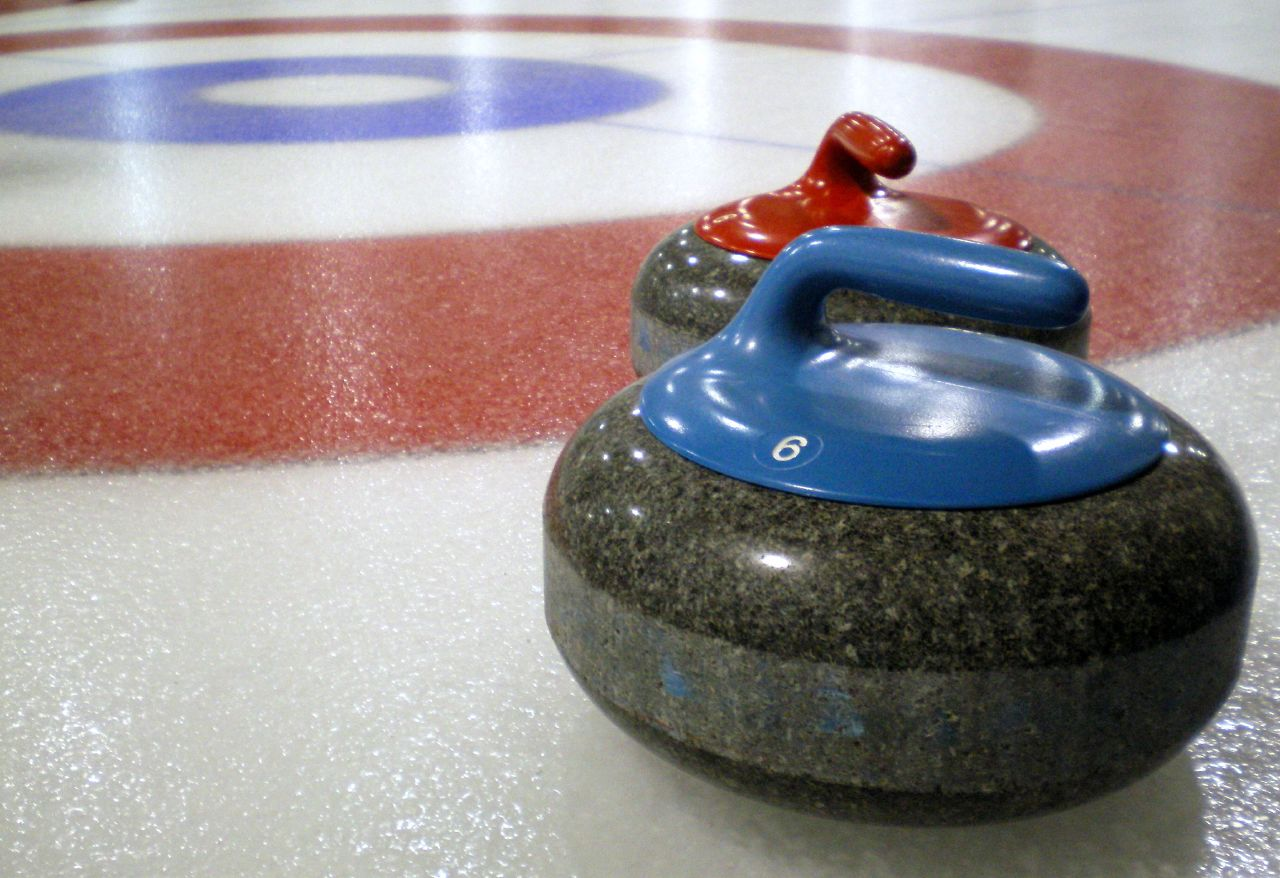
Curlingstenen

Rolstoelcurling een variant op het gewone curling, maar dan voor mensen met een lichamelijke handicap die gebruikmaken van een rolstoel.

## Geschiedenis
Rolstoelcurling ontstond eind jaren negentig in Europa en bereikte in 2002 Noord-Amerika. In 2002 werd het eerste wereldkampioenschap Rolstoelcurling gehouden en in 2006 werd het een Paralympische wintersport. Rolstoelcurling wordt in Nederland nauwelijks beoefend.

## Curlingbaan
Curling wordt gespeeld op een 42 meter lange en 4.26 meter brede baan met aan beide kanten daarop rood blauwe cirkels die het huis wordt genoemd. Het huis heeft een straal van 1,82 meter. Het huis bestaat uit een aantal verschillend gekleurde ringen waarvan de kleinste de dolly wordt genoemd.

## Curlingsteen
Een Curlingsteen weegt 19 kg en heeft een handvat om hem weg te kunnen duwen. De steen wordt gemaakt van graniet en is geslepen en gepolijst in een ronde/ovale vorm.

## Aangepaste regels
Een spel bestaat meestal uit zes keer een (end), in plaats van tien, met een mogelijk extra end in het geval van gelijkspel.
Elk team moet beschikken over vier spelers op het ijs van beide geslachten.
Het werpen van de steen kan worden gedaan met de arm en hand of met behulp van een hulpstuk.
Vegen is niet toegestaan bij rolstoelcurling.
Het rolstoelcurling is voorbehouden voor mensen die niet kunnen lopen of die zich meestal in een rolstoel moeten verplaatsen.

## Reguliere regels
De bedoeling is dat op het einde van een end een aantal stenen van het eigen team dichter bij het midden van het huis (de dolly) ligt dan de stenen van de tegenpartij. Voor elke steen die dichter bij de dolly ligt dan de dichtst bij de dolly liggende steen van de tegenpartij krijgt men één punt. De kleuren van de cirkels hebben geen betekenis, deze bestaan alleen om makkelijker te kunnen zien hoe stenen ten opzichte van de dolly liggen. Gelijkspel bestaat in curling niet. Is er na 10 ends een gelijke stand, dan wordt er een extra end gespeeld.
Strategie speelt een grote rol bij curling; zo kan men ervoor kiezen de eigen steen in het huis te leggen (een draw), ofwel er een steen van de tegenstander mee weg te spelen (een take-out), ofwel een eigen steen voor het huis te laten liggen om daarmee een achterliggende steen te beschermen (een guard). De eerste twee stenen van elke partij mogen niet voor een take-out worden gebruikt op een steen die voor het huis ligt. Gebeurt dit toch, dan moet de weggespeelde steen van de tegenstander worden teruggeplaatst. 
De laatste steen mogen spelen (de hammer) heeft altijd een voordeel, daar wordt de hele strategie op bepaald: "Give one and take two". Dit betekent dat als men niet de laatste steen heeft, men de tegenstander maar maximaal 1 steen laat scoren (of, nog beter, zelf stenen scoort ("steelt"); als men wel zelf de laatste steen heeft, dan probeert men er twee of meer te scoren. Aan het begin van de wedstrijd wordt getost om te bepalen wie in het eerste end de laatste steen heeft. Scoort een team in een end, dan begint dat team het volgende end, het andere team heeft dan de laatste steen.